# マルコ・ヌニッチ
マルコ・ヌニッチ（Marko Nunić 、1993年3月16日 - ）は、スロベニア・リュブリャナ出身のプロサッカー選手。ポジションは、フォワード。